# Lešanský Buddha
Lešanský Buddha (čínsky v českém přepisu Le-šan ta-fo, pchin-jinem Lèshān Dàfó, znaky zjednodušené 乐山大佛, tradiční 樂山大佛), známý též pod svým čínským názvem Ta-fo (Velký Buddha), je socha Buddhy, která se nachází poblíž města Le-šan v čínské provincii S’-čchuan. Buddha je vysoký asi 71 metrů, což z něj činí největší sochu sedícího Buddhy na světě. Socha byla vytesána do skalního masivu hory E-mej-šan za dynastie Tchang (618–907). Organizátorem celé výstavby se stal mnich Chaj Tchung, který pro stavbu záměrně vybral soutok tří řek (Min-ťiang, Ta-tu-che a Čching-i-ťiang), aby Buddha chránil projíždějící lodě před jejich rozbouřenými vodami.
Již při stavebních pracích bylo pomýšleno na ochranu Buddhy před erozí – měl tomu zabránit drenážní systém a dřevěný kryt. Účelem těchto opatření bylo omezit destruktivní vliv povětrnostních podmínek na sochu na minimum. Kryt byl však za dynastie Jüan (1271–1368) stržen a kanály odvodňovacího systému byly časem zaneseny. Socha začala erodovat a vytvářely se na ní trhliny, které byly postupně zaplněny květenou. Rozsáhlejší rekonstrukce na soše byly započaty až ve druhé polovině 20. století.
Celá oblast je hojně navštěvována turisty, kteří se sem přepravují většinou loděmi z města Le-šan. Pro svou mimořádnou hodnotu byl Buddha v roce 1996 společně s horou E-mej-šan zařazen mezi památky světového dědictví UNESCO.

## Popis

### Okolí
Socha Buddhy se nachází pár kilometrů od několikamiliónového města Le-šan v čínské provincii S’-čchuan. Hora E-mej-šan, na které se socha nalézá, patří mezi Čtyři posvátné hory buddhismu. První obyvatelé se zde usídlili již v době kolem 10 000 let př. n. l. Hora je bohatá na faunu i flóru a již v 1. století zde byl postaven buddhistický chrám, který byl vůbec prvním buddhistickým chrámem v Číně. Postupně zde vzniklo na dlouhou dobu kvetoucí náboženské, především buddhistické centrum, doprovázené stavbou různě velkých chrámů i dalších staveb. Z více než stovky chrámů se jich do dnešních dnů dochovalo kolem třiceti. Ty, společně s Buddhovou sochou, přitahují až desítky tisíc turistů ze světa i z Čínské lidové republiky, kteří se za památkami dopravují většinou loděmi z přístavu v Le-šan.

### Socha

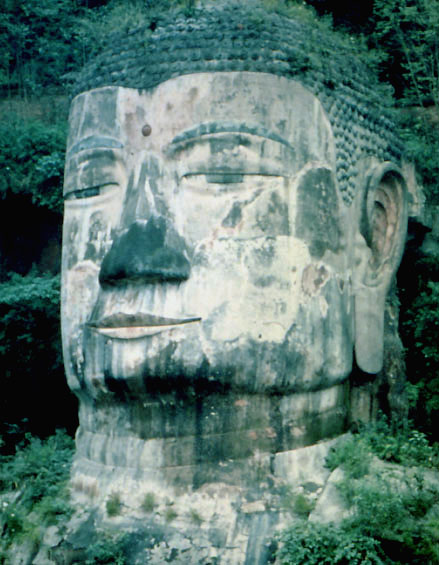
Detail hlavy Buddhy z roku 1984, kdy byl značně obrostlý květenou

Socha se nachází východně od Le-šan a je obrácena směrem k západu. Buddha se nachází při soutoku řek Min-ťiang, Ta-tu a Čching-i. Nepředstavuje přímo Buddhu Šákjamuniho, zakladatele buddhismu, ale Buddhu Maitréju, následovníka Šákjamuniho, který je v současnosti bódhisattvou a podle buddhistické tradice se stane Buddhou příštího věku. Uctívání Maitréji bylo v Číně zejména mezi 4.–7. stoletím velmi oblíbené, jeho vyobrazení lze nalézt po celém území Číny a lešanský Buddha patří mezi Maitréjova nejvelkolepější ztvárnění. Dosahuje výšky 71 metrů, což z něj činí jednu z největších soch Buddhy na světě a zároveň světově největší sochu Maitréji. Přibližně o 18 metrů tak Buddha přesahoval větší sochu z bamjánských Buddhů, kteří byli zničeni v roce 2001.
Hlava lešanského Buddhy je vysoká 14,7 metrů, široká 10 metrů a celá je pokryta celkem 1021 krátkými a zakroucenými, černě zbarvenými vlasy. Uši jsou vysoké 7 metrů a mají prodloužené lalůčky, což patří k jednomu z mnoha znaků Buddhy. Nehet na palci sochy měří 1,5 metru.
Buddha je vytesán v sedě, má odkrytý hrudník a jeho ruce spočívají na kolenou. Podle některých odborníků se přímo v hrudníku sochy nachází jeskyně, kterou chrání poklop umístěný za dynastie Sung (960–1279). Po pravé straně sochy je umístěno dlouhé, terasou zakončené schodiště, po kterém prakticky každý den stoupá mnoho turistů.
Na severní a jižní skalní stěně okolo sochy se nachází mnoho výklenků s buddhistickými figurami. Na dalších stěnách okolo Buddhy je množství stromů a Buddha vypadá, jakoby byl vsazen do hory. Mezi místními obyvateli tak koluje přísloví „Hora je Buddha, a Buddha je hora“.

## Historie

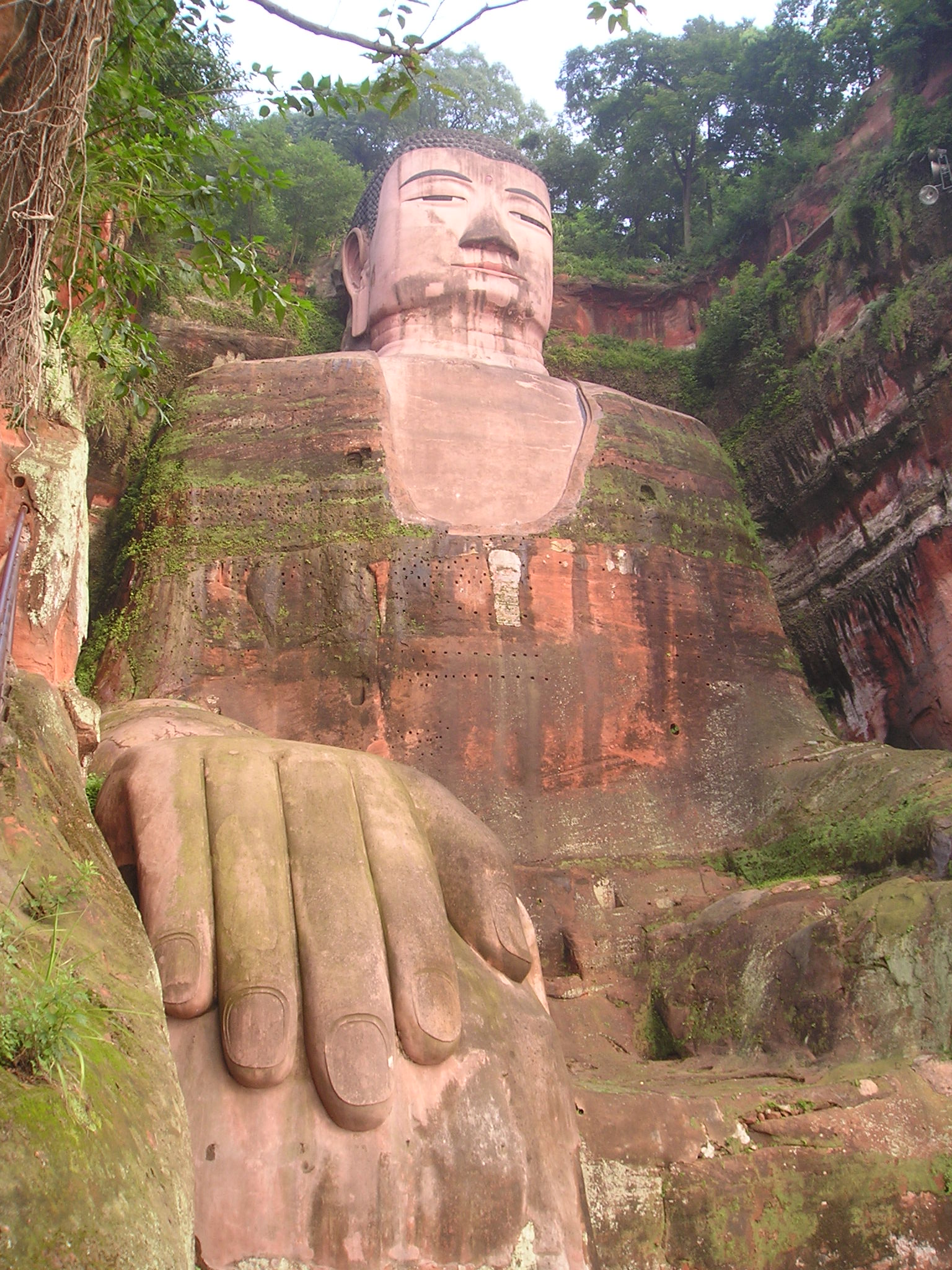
Pohled na Maitréju z terasovitého schodiště, které je umístěno po jeho pravé straně (srpen 2004)

Výstavba Buddhy započala na popud mnicha Chaj Tchunga v roce 713 za čínské dynastie Tchang. Chaj Tchung zamýšlel postavit sochu Buddhy na soutoku tří řek proto, aby Buddha chránil projíždějící lodě před nebezpečnými proudy a zároveň tím chtěl docílit většího šíření buddhismu mezi lidmi. Zvětšit bezpečnost pro projíždějící lodě se nakonec skutečně podařilo, když na dno řek v průběhu stavby klesly tuny materiálu, čímž se podařilo nebezpečné proudy omezit. I přesto, že Chaj Tchung zorganizoval veřejnou sbírku, která měla pokrýt náklady spojené s výstavbou sochy, nepodařilo se mu získat dostatek financí, takže se stavba protáhla na 90 let. Když však vládní pracovníci zjistili, že Chaj Tchung nashromáždil velké množství peněz, zkusili od něj vybrat daně. Když k mnichovi přistoupil úředník a požadoval po něm zaplacení daní, Chaj Tchung mu sdělil, že mu raději dá své oko než peníze určené na stavbu sochy, načež si vydloubl oko a nabídl jej úředníkovi. Ten se zděšením odešel a už se nikdy nevrátil. Na výstavbě Buddhy se podílely tisíce pracovníků a socha byla dokončena v době, když Chaj Tchung byl již po smrti a stavbu vedli jeho dva žáci Cang Čchou a Wej Kao.
V roce 1996 byl lešanský Buddha i s přilehlou horou E-mej-šan zařazen na Seznam světového dědictví pod názvem Mount Emei Scenic Area, including Leshan Giant Buddha Scenic Area, což by se dalo přibližně přeložit jako „Okolní oblast hory E-mej-šan zahrnující oblast lešanského Buddhy“. Na Seznam byla oblast zařazena skrze kritéria iv, vi a x, a to jako kulturní i přírodní dědictví. Plocha, kterou zabírá Buddhova část, čítá okolo 2,5 km².

## Ochrana

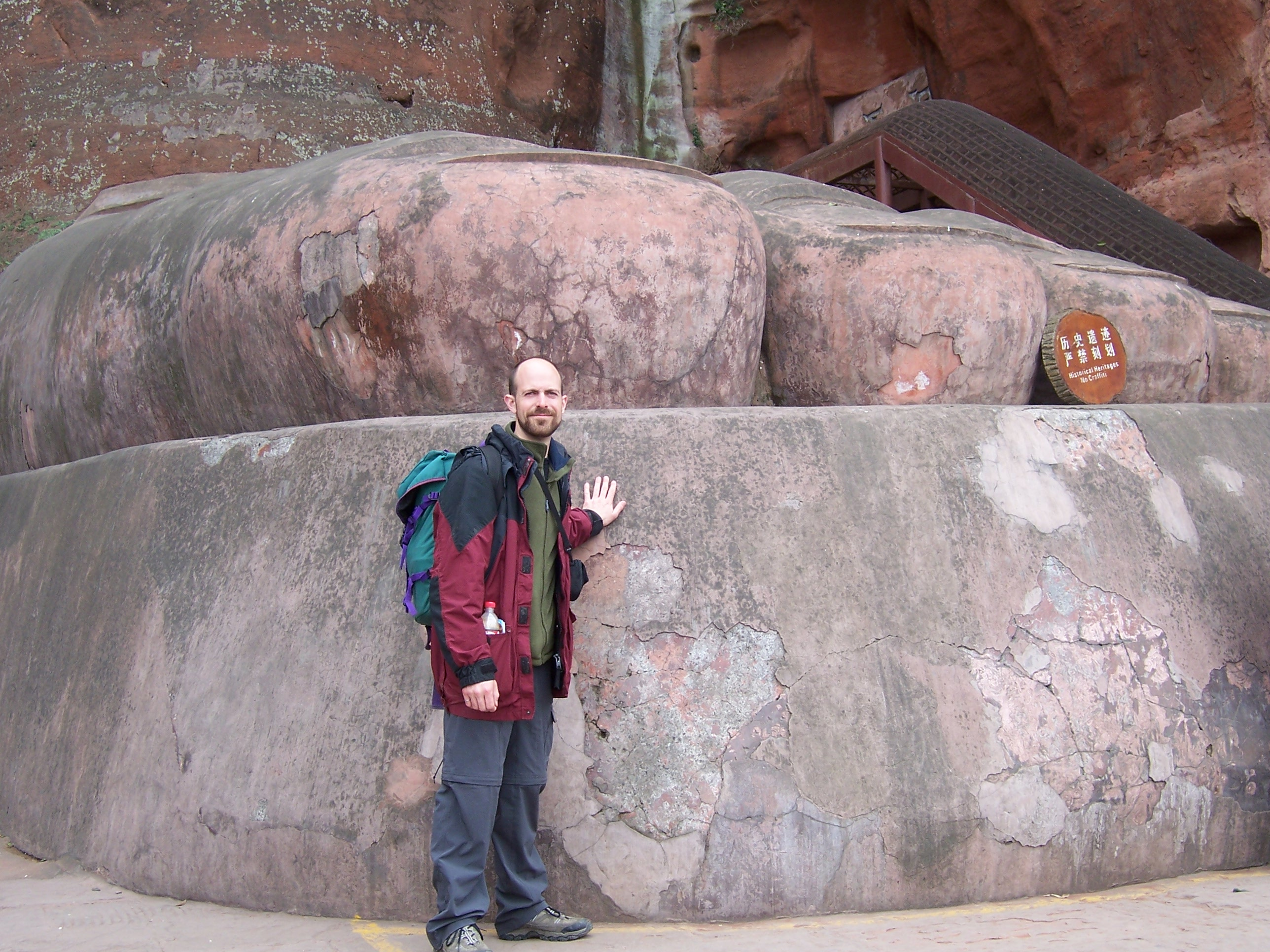
Detail Buddhovy nohy – srovnání s lidskou postavou

Již od počátku výstavby sochy bylo myšleno na ochranu Buddhy. Ta měla být zajištěna především pomocí drenážního systému, umístěného přímo v soše a přibližně třináct pater vysokým dřevěným krytem. Kryt měl za úkol chránit sochu především před větrem a deštěm, avšak za války na konci mongolské dynastie Jüan byl zničen, čímž byla socha v následujícím období vystavena vlivu povětrnostních podmínek. Drenážní systém s odvodňovacími kanálky byl zabudován přímo v soše a jeho primárním úkolem bylo odvádět vodu ze sochy. Množství skrytých kanálků se tak dosud nachází např. za Buddhovýma ušima, hlavou či přímo v jeho rouchu.
V průběhu let byla socha mnohokrát restaurována. Restaurační práce však většinou byly záležitostí jednotlivců či byly prováděny v malém měřítku. Buddha byl již docela vážně poškozen, než začala čínská vláda v roce 1963 s jeho restaurováním. Tyto práce si však vyžádaly mezinárodní spolupráci, takže na financování nákladných oprav se začaly podílet i další státy a organizace v čele s UNESCO.
Především od počátku 21. století započala Čínská lidová republika s rozsáhlým restauračními pracemi. Na ty dohlíží pracovníci vyslaní UNESCO. Týkají se především opravy odvodňovacích kanálků drenážního systému i prací na povrchu sochy. Tyto rozsáhlé opravy si celkem vyžádají až 30 milionů dolarů, přičemž Světová banka nabídla, že poskytne 8 milionů dolarů jako bezúročnou půjčku. Při ochraně Buddhy je též kladen důraz především na menší znečištění řeky. Kyselé deště už způsobily, že Buddhovi zčernal nos a byla rozpuštěna barva z jeho vlasů, která na jeho tváři zanechala mnoho černých, svislých pruhů.
V roce 2008 provincii S’-čchuan zasáhlo zemětřesení, socha jím však nebyla poškozena.